# Деопик, Дега Витальевич
Де́га (Дми́трий) Вита́льевич Деопи́к (род. 9 ноября 1932 года, Москва, СССР) — советский и российский историк-востоковед. Доктор исторических наук (1996), профессор. Бывший заведующий кафедрой истории стран Дальнего Востока и Юго-Восточной Азии ИСАА при МГУ, заведующий кафедрой всеобщей истории исторического факультета ПСТГУ.
В январе 2025 года Дега Витальевич был награждён Почётной грамотой Президента Российской Федерации. 

## Биография
Сын советских графиков и живописцев Валентины Деопик и Виталия Горяева.
В 1956 году окончил исторический факультет МГУ. С 1961 года — кандидат исторических наук («Ранние вьетские государства»), с 1996 года — доктор исторических наук.
Входил в состав Учёных советов ИСАА при МГУ, Института этнографии АН СССР (1978—1988), а также ученого совета Музея искусства народов Востока (1979—1984).
Вел обширную археологическую работу на юге России, в том числе на территории Крыма. 
В 2000 году был одним из создателей исторического факультета ПСТБИ (с 2004 года — ПСТГУ), возглавил кафедру всеобщей истории. Читает курсы истории мировых цивилизаций, истории стран Азии и Африки и библейской археологии. Организовал для студентов и сотрудников ПСТГУ ряд археологических экспедиций в окрестностях Севастополя. 
Преподаёт в Институте практического востоковедения. Читает курсы лекций по проблемам математических методов в исторических исследованиях, по истории Вьетнама и Камбоджи, Бирмы (древность, Средние века), Индонезии (Средние века, Новое время), истории Азии и Африки в Средние века и Новое время, общий курс лекций по истории стран Азии и Африки (Средние века), по археологии зарубежной Азии.
9 ноября 2012 года он отметил 80-летие. На приуроченном к юбилею заседании научного семинара кафедры всеобщей истории, состоявшемся 7 ноября, Дмитрий Витальевич выступил с докладом, посвященном древнейшей письменности человечества. Словами о том, что Дмитрий Витальевич может по праву называться «патриархом Исторического факультета» открыл торжественное заседание декан священник Андрей Постернак.

## Семья
Первая супруга — археолог Вера Ковалевская; сын — Олег Ковалевский (1956—2024). Вторая — востоковед Елена Черепнева (профиль исследований — Индонезия XX в., а также Индонезийская православная церковь), дочь — Ольга Деопик.

## Научная деятельность
Область научных интересов: социально-экономическая история Юго-Восточной Азии, история Вьетнама, применение математических методов в исторических исследованиях, текстология древнего Китая, археология юга России, клиометрика.

## Публикации
Книги
- История Кампучии. М., 1975 (в соавт.);
  - История Кампучии. Краткий очерк / [Д. В. Деопик, Ю. П. Дементьев, В. А. Тюрин и др.]. — М.: Наука, 1981.
- Юго-Восточная Азия в мировой истории. М., 1977. Ч. 1;
- Новая история Вьетнама. М., 1980 (в соавт.);
- История стран Азии в Африки в средние века. М., 1987—1988. Ч.1-2 (в соавт.);
- История стран Азии и Африки в новое время. М., 1987 (в соавт.);
- История Индонезии. М., 1992 (в соавт.);
- История Вьетнама. М., 1994. Ч. 1;
- История Востока. М., 1995. Т. 2.: Восток в средние века (в соавт.);
- Альбом по библейской археологии. М., 1998;
- Библейская археология и древнейшая история Святой Земли. Курс лекций. М., 1998;
  - Библейская археология и древнейшая история Святой Земли: учебное пособие. — 3-е изд. — Москва : Изд-во ПСТГУ, 2016. — 396 с. — (Для высших учебных заведений). — ISBN 978-5-7429-10-15-2 — 1000 экз.
- История Древнего Востока. Курс лекций. М., 1998;
- История Древнего Востока. Дополнение к курсу лекций. М., 2000.
- Вьетнам: история, традиции, современность. — М. : Вост. лит., 2002. — 550 с. — ISBN 5-02-018279-6
- Культура Лянчжу и проблемы археологии северной части прото-юго-восточной Азии. — М. : ГОУ ВПО МГУЛ, 2005. — 54 с. — ISBN 5-8135-0296-3
- Количественные методы в изучении исторической информации (проверяемая история). — М.: Восточная литература, 2011. — 550 с. — ISBN 978-5-02-036491-2
- Аграрная история Вьетнама: (X — начало XVI в.). — Москва : Наука : Восточная лит., 2015. — 230 с. — ISBN 978-5-02-036589-6 — 500 экз.
- История Древнего Востока: учебное пособие. — Москва : Изд-во ПСТГУ, 2016. — 302 с. — (Для высших учебных заведений). — ISBN 978-5-7429-1020-6 : 1000 экз.

Статьи
- Некоторые вопросы древней истории Вьетнама в современной вьетнамской исторической науке // Вестник древней истории. 1956. — № 2. — С. 83-89.
- К проблеме происхождения народов мунда // Советская этнография. 1957. — № 1. (соавт.)
- Возникновение государства во Вьетнаме // Советское востоковедение. 1958. — № 4. — С. 157—171.
- Крестьянские восстания во Вьетнаме в I—II вв. н. э. // История и литература стран Востока. — М., 1961. — С. 157—171.
- Змейское поселение кобанской культуры // МАДИСО. Т.1. Орджоникидзе, 1961.
- Вьетнам. Исторический очерк (до 1885 г.). // СИЭ. Т. III. — М., 1963. — С. 918—932.
- Камбоджа // Новейшая история стран Азии и Африки. — М., 1965. — С. 227—230.
- Камбоджа. Исторический очерк // СИЭ. Т. VI. — М., 1965.
- Вьетнам в раннее средневековье // История стран Азии и Африки в средние века. — М., 1968. — С. 56-61.
- Вьетнам в период развитых феодальных отношений // История стран Азии и Африки в средние века. — М., 1968. — С. 195—206.
- Вьетнам в позднее средневековье // История стран Азии и Африки в средние века. — М., 1968. — С. 396—399.
- Организация управления на окраинах китайской империи на примере вьетских земель крайнего Юга // Общество и государство в Китае. Доклады и тезисы. Вып. 1. — М., 1970. — С. 51-78.
- Количественные и машинные методы обработки исторической информации // Доклады XIII международного конгресса исторических наук. — М., 1969. — С. 181—199.
- Топонимия и язык (к проблеме выявления субстратных топонимических ареалов) // «Советская этнография». 1970. — № 3. — С. 62-73 (в соавт. с М. А. Членовым).
- Сравнительная роль города и деревни в формировании кадров лауреатов традиционных конкурсов (на материале Вьетнама XVI—XVIII вв.). // Общество и государство в Китае. Доклады и тезисы. Вып. 1. — М., 1971. — С. 116—130.
- Рецензия на книгу: История Вьетнама. Т. I. Ханой, 1971 (Lich su Viet Nam. T. I. Ha Noi, 1971)
- Корпус имен рабов и представителей других лично зависимых в Камбодже V—VIII вв. (по данным эпиграфики) // Эпиграфика Восточной и Южной Азии. — М., 1972. — С. 114—200.
- Топонимические детерминативы куала и муара как источник по этнической истории малайцев // Этнография имен. — М., 1972. — С. 223—233.
- Народная хронологическая традиция как исторический источник (по материалам средневековой Бирмы). // Математические методы в исторических исследованиях — М., 1972. — С. 141—166.
- Элементы южной традиции в китайском мифе // Третья научная конференция «Общество и государство в Китае». Тезисы и доклады. Выпуск 1. — М., 1972. — С. 208—217.
- Из опыта составления карт по древней и средневековой истории стран Юго-Восточной Азии // Вестник Московского университета. Востоковедение. 1973. — № 2. — С. 33-44.
- Камбоджа. Исторический очерк // БСЭ. Т. II. М., 1973. (соавт.).
- Опыт систематизации конкретно-исторического материала, содержащегося в «Чуньцю» // Четвёртая научная конференция «Общество и государство в Китае». Тезисы и доклады. Выпуск II. — М., 1973. — С. 219—221.
- Из опыта составления карт по древней и средневековой истории стран Юго-Восточной Азии // Вестник МГУ. Востоковедение. 1973. — № 2.
- Пути формирования высшего сословия во Вьетнаме (XVI—XVIII вв.) // Народы Азии и Африки. 1974. — № 4. — С. 113—138.
- Гегемония и гегемоны по данным «Чуньцю» // Пятая научная конференция «Общество и государство в Китае». Тезисы и доклады. — М., 1974.
- Государство Ци в VIII — начале V вв. до н. э. (по данным «Чуньцю») // Шестая научная конференция «Общество и государство в Китае». Тезисы и доклады. Выпуск I. М., 1975, С.15-22.
- Эпиграфика и карта // Карта, схема и число в этнической географии. М., 1975, С. 3-16.
- Сингапур XVIII века (К истории первого китайского города-государства в Юго-Восточной Азии) // Общество и государство в Китае № 7. М., 1976. С. 207—209 (соавт.).
- Эпиграфика и карта // Карта, схема и число в этнической географии. М., 1976.
- Некоторые тенденции в социальной политической истории Восточной Азии в VIII—V вв. до н.э". (на основе систематизации данных «Чуньцю») — Китай: традиции и современность. Сборник статей. М., 1976, С.83-128.
- Проблемы методики исследования эпиграфического комплекса применительно к задачам социально-экономического анализа (на материале бирманской эпиграфики) — «Вестн. Моск.ун-та». Востоковедение, 1977, № 2, С.30-41.
- Внутриполитическая история позднего Маджапахита и её связь с изменением структуры класса феодалов // Малайско-индонезийские исследования. М., 1977. С. 25-41.
- Опыт количественного анализа древней восточной летописи «Чуньцю» // Математические методы в историко-экономических в историко-культурных исследованиях. М., 1977.
- Центральная и южная части Восточной и Южной части Восточной Азии как культурные очаги во II—I тысячелетиях до н. э. «Ранняя этническая история народов Восточной Азии». М. 1977, С.265-277.
- Восточная Азия (отношения центра и периферии в Корее и Японии) // Первобытная периферия обществ до начала великих географических открытий. М., 1978. С. 121—127. (соавт.).
- О системе пространственных представлений древних китайцев (по данным «Шань хай цзин»). — Девятая научная конференция «Общество и государство в Китае». Тезисы и доклады. Часть I. М., 1978, С.100-103.
- Всадническая культура в верхнем Янцзы и восточный вариант звериного стиля // Культура и искусство народов Средней Азии в древности и средневековье. М., 1979.
- Типологическая характеристика Бронзового века Индокитая и соседних районов // Доклады XIV Тихоокеанского научного конгресса. Комитет L. Хабаровск, 1979. — С. 145—147.
- Рецензия на книгу: С. Кучера. Китайская археология 1965—1974 гг.: палеолит — эпоха Инь. Находки и проблемы. М., 1977, 268 с. // «Народы Азии и Африки», 1979. — № 6. — С. 208—217.
- Д. В. Деопик, С. В. Кулланда. Средневековая социальная терминология как свидетельство межэтнических контактов в Юго-Восточной Азии. // XIV Тихоокеанский научный конгресс. Сборник докладов. Комитет L. Хабаровск, 1979.
- Типы социальной терминологии кхмеров (VI—XIII вв.) // Проблемы типологии в этнографии. М., 1979.
- Методика анализа керамического декора // Средняя Азия и её соседи в древности и средневековье (история и культура). М., 1981. — С. 122—150. (соавт.).
- Некоторые принципы построения формализованных языков для исследования исторических источников // Количественные методы в гуманитарных науках. М., 1981. — С. 5-10.
- Д. В. Деопик, С. В. Кулланда. Простейшие признаки яванского эпиграфического массива VII — начала Х в, как источник по истории раннесредневековой Явы // Этническая история народов Восточной и Юго-Восточной Азии в древности и средние века. — М., 1981. — С. 279—301.
- On quantitative analysis of epigraphic records — The 31-st International Congress of Human Sciences in Asia and Africa (august 31st — september 7th, 1983, Tokyo and Kyoto). Seminar A-5. M., 1983, 14 p.
- Д. В. Деопик, А. А. Столяров. Эволюция комплекса ведических имен. // Этническая ономастика. М., 1984, С.109-119.
- Эволюция аграрных отношений по данным количественного анализа бирманской эпиграфики // Математические методы и ЭВМ в исторических исследованиях. М. 1985. С. 217—239.
- Социально-экономическая структура государства Тямпа в III—XV вв. и её эволюция по данным количественного анализа видов надписей и их пространственно-временного распределения // Количественные методы в изучении истории стран Востока. М., 1986.
- Археология Юго-Восточной Азии. Каменный и бронзовый век // «Археология зарубежной Азии», М., 1986, С. 192—223.
- Аграрные отношения в Бирме XI—XV вв. по данным эпиграфики — «Вестн. Моск. ун-та». Сер.13. Востоковедение, 1986, № 1, С. 25-40.
- Д. В. Деопик, Е. К. Симонова-Гудзенко. Методика различения легендарно-мифологической и реально-исторической частей генеалогического древа (на материале японской хроники «Кодзики»). // Математика в изучении средневековых повествовательных источников. М., 1986, С.31-48.
- Группы феодальных землевладельцев и общинной верхушки в Юго-Восточной Азии в средние века // «Классы и сословия в докапиталистических обществах Азии: проблемы социальной мобильности». М., 1986, С.176-184.
- Исторический контекст-анализ // Тезисы докладов и сообщений научного совещания «Комплексные методы в исторических исследованиях». М. 1987, С.165-168.
- Субстратные сходства и связи времен формирования ЮВА как исторического ре-гиона в эпоху становления государственности и полиэтнических империй // Становление региона: Интеграционные процессы в Юго-Восточной Азии. Тезисы научной конференции. М., 1989. С.64-67.
- Донгшонская цивилизация главы VIII // «Древние цивилизации», М., 1989, С.238-245.
- Вьетнам как часть Юго-Восточной Азии // «Традиционный Вьетнам». Выпуск I. М.,1993, С.11-23.
- Проблема сходства культур Вьетнама, Кореи и Японии // Традиционный Вьетнам. Вып. II. М., 1996. C. 40-49.
- Некоторые проблемы курса библейской археологии Ветхого Завета и истории Святой Земли // Ежегодная богословская конференция Православного Свято-Тихоновского богословского института. М., 1992—1996. стр. 100—109.
- Соотношение вероятностного и систематического в древнекитайском памятнике (анализ базы данных «Шаньхайцзина») // Базы данных по истории Евразии в средние века. Выпуск 4-5. М. 1997, С. 57-65.
- Девестернизация в Азии во второй половине XX в. — Доклад прочитан на конференции «Ломоносовские чтения» в ИСАА при МГУ в 1997 г. Опубликовано в журнале «Восточная коллекция».
- Керамика Грушевского городища (предварительная публикация) // Из истории народов Северного Кавказа. Сборник статей. Вып.2. Ставрополь, 1998.
- Предисловие к сборнику статей «Вьетнам: история, традиция, современность», М., 2002 (опубликованная версия)
- Вьетнам — главный шанс Дальнего Востока и Юго-Восточной Азии. Вьетнам: история, традиция, современность, М., 2002, С. 460—468.
- Метод выделения и краткой характеристики периодов в истории одного государственного образования Восточной Азии: напримере Цзинь (период Восточное Чжоу, VIII—III вв. до н. э.) // Научная конференции «Ломоносовские чтения», апрель 2004 г., Востоковедение. Тезисы докладов. М., 2004. Книга 1, С. 37-43 (0,4 а.л.) (соавт.).
- Чудо об Артемиде святителя Николая в свете археологии // «Правило веры и образ кротости…»: Образ свт. Николая, архиепископа Мирликийского, в византийской и славянской агиографии, гимнографии и иконографии. М., 2004. С. 126—134. (соавт.).
- Приоритеты и оценки в общем курсе истории // История не учительница… М., 2008. С. 181—201.
- Общие проблемы истории. К теории формирования государства // История не учительница… М., 2008. С. 201—208.
- Немного об учительстве в России конца XX — на чала XXI вв. // История не учительница… М., 2008. С. 208—230.
- Деопик Д. В., Ульянов М. Ю. Страны Юго-Восточной Азии в ранней древности (IV — первая половина I тысячелетия до н. э.) // Всемирная история. Том 1. Древний мир. М., 2011. С. 169—183.
- Деопик Д. В., Ульянов М. Ю. Страны Юго-Восточная Азия в поздней древности // Всемирная история. Том 1. Древний мир. М., 2011. С. 374—390.
- Деопик Д. В., Ульянов М. Ю. Ранняя аустрическая письменность: массив надписей V тыс. до н. э. из Шуандуня (пров. Аньхой, КНР) // Ломоносовские чтения. Востоковедение. Тезисы докладов научной конференции (Москва, 14 ноября 2011 г.). М., 2011, с. 67-70.
- Деопик Д. В., Ульянов М. Ю. Современные данные о древнейших письменностях в Восточной Азии и связанные с ними знаки и тексты. Часть 1// Вопросы эпиграфики. Вып. 5. М., 2011. С. 7-118.
- Деопик Д. В., Ульянов М. Ю. Историко-археологическое описание региона Восточной Азии в X—I тыс. до н. э. // XLII научная конференция Общество и государство в Китае. Ученые записки отдела Китая. Выпуск 6. Часть. 1, М., 2012. С. 39-62.
- Деопик Д. В., Ульянов М. Ю. Исторические процессы в древней Восточной Азии в III — первой половине II тыс. до н. э.: складывание «двуединого» Региона. — XLII научная конференция Общество и государство в Китае. Ученые записки отдела Китая. Выпуск 7. Часть 3. М., 2012. С. 7-39.
- Деопик Д. В., Ульянов М. Ю. Современные данные о древнейших письменностях в Восточной Азии и связанные с ними знаки и тексты. Часть 2. // Вопросы эпиграфики. Вып. 6. М., 2012. С. 205—249
- Деопик Д. В., Ульянов М. Ю. Ранние городские поселения Восточной Азии (рубеж 3-2 тыс. до н. э.): к вопросу о возникновении государственности в историческом регионе Восточная Азия // Ломоносовские чтения. Востоковедение. Тезисы докладов научной конференции (Москва, 15 апреля 2013 г.). М., 2013. С. 17-20.
- Деопик Д. В., Ульянов М. Ю. Современные данные о древнейших письменностях в Восточной Азии и связанные с ними знаки и тексты. Часть 3 // Вопросы эпиграфики. Выпуск 7, М., 2014. С. 15-103.

Рукописи
- Количественные методы в изучении средневекового Востока. Результаты и проблемы.
- Массовые географические сведения в текстах, как объект количественного анализа.
- Морфологические классификации и теория нечетких множеств.
- Применение количественных методов исследования текстов в изучении древней истории.
- Д. В. Деопик, С. С. Кузнецова. Проверка априорной гипотезы относительно семантической структуры раннего исторического текста.
- Пространственные представления древних китайцев как система (по данным «Шаньхайцзина») (по рукописи, но было опубликовано В НКОГК
- Л. И. Бородкин, Д. В. Деопик Морфологичиские классификации и теория нечетких множеств.
- Реальные элементы в описании сакральных пространственных объектов в до-конфуцианском Китае Тезисы. 1998 г.
- Деопик Д. В., Ульянов М. Ю. Естественные ландшафтно-хозяйственные пределы двух взаимосвязанных зон интенсивного земледелия Восточной Азии (середина VI тыс. — начало II тыс. до н. э.).

Ответственный редактор
- Высокоученый Куинь и другие забавные истории. М., 1974.
- Сказки народов Бирмы. Серия: Сказки и мифы народов Востока. / Пер. с бирманского. Сост. В. Б. Касевич и Ю. М. Осипов. Примеч. В. Б. Касевича. М. Наука. ГРВЛ. 1976.
- Можейко И. В. Другие 27 чудес. М., 1969.
- Армянский фольклор / Сост. и пер. Г. О. Карапетян. М., 1979.
- Можейко И. В. 7 и 37 чудес. М., 1980.
- Кхмерские мифы и легенды. М., 1981.
- Сказания о доблестных, влюбленных и мудрых: антология классической малайской прозы / Пер. с малайского, сост. и предисл. В. И. Брагинского. М., 1982.
- «Чжу фань чжи» («Описание иноземных стран») Чжао Жугуа ― важнейший историко-географический источник китайского средневековья / иссл., пер. с китайского, коммент. и прил. М. Ю. Ульянова; науч. ред. Д. В. Деопик. — М.: Наука — Восточная литература, 2019. — 406, [1] с.; ISBN 978-5-02-039840-5 : 100 экз.

## Награды
- Почётная грамота Президента Российской Федерации (5 января 2025 года) — за заслуги в подготовке высококвалифицированных специалистов, научно-педагогической деятельности и многолетнюю добросовестную работу[5].
- Медаль Дружбы (Социалистическая Республика Вьетнам; 27 февраля 2024 года) — «за большой вклад в укреплении солидарности, дружбы и сотрудничества между Вьетнамом и Россией»[6].